# Eucynortoides
Genre
Eucynortoides est un genre d'opilions laniatores de la famille des Cosmetidae.

## Distribution
Les espèces de ce genre se rencontrent en écozone néotropicale.

## Liste des espèces
Selon World Catalogue of Opiliones (22/07/2021) :
- Eucynortoides albicans Mello-Leitão, 1941
- Eucynortoides antillarum Roewer, 1947
- Eucynortoides brasiliensis Roewer, 1916
- Eucynortoides maculata Roewer, 1912
- Eucynortoides parvula (Banks, 1909)

## Publication originale
- Roewer, 1912 : « Die Familie der Cosmetiden der Opiliones-Laniatores. » Archiv für Naturgeschichte, vol. 78, no 10, p. 1–122 (texte intégral).